# Torneo de Newport 2022
El Hall of Fame Open 2022 fue un torneo de tenis perteneciente al ATP Tour 2022 en la categoría ATP Tour 250. Tuvo lugar en la ciudad de Newport (Estados Unidos), desde el 11 hasta el 17 de julio de 2022 sobre césped.

## Distribución de puntos
| Modalidad            | Campeón | Finalista | Semifinales | Cuartos de final | 2ª ronda | 1ª ronda | Clasificados | 2ª ronda de clasificación | 1ª ronda de clasificación |
| Individual masculino | 250     | 165       | 100         | 50               | 25       | 0        | 13           | 7                         | 0                         |
| Dobles masculino     | 250     | 150       | 90          | 45               | 20       | 0        | -            | -                         | -                         |

## Cabezas de serie

### Individuales masculino
| Tenista               | Ranking | Preclasificados |
| Félix Auger-Aliassime | 9       | 1               |
| John Isner            | 24      | 2               |
| Aleksandr Búblik      | 38      | 3               |
| Maxime Cressy         | 45      | 4               |
| Benjamin Bonzi        | 47      | 5               |
| Andy Murray           | 52      | 6               |
| Jiří Veselý           | 68      | 7               |
| James Duckworth       | 74      | 8               |

- Ranking del 27 de junio de 2022.[2]

### Dobles masculino
| Tenista                           | Ranking | Preclasificado |
| Raven Klaasen Marcelo Melo        | 92      | 1              |
| Hans Hach Verdugo Hunter Reese    | 135     | 2              |
| Nathaniel Lammons Jackson Withrow | 163     | 3              |
| William Blumberg Steve Johnson    | 165     | 4              |

## Campeones

### Individual masculino
Maxime Cressy venció a  Aleksandr Búblik por 2-6, 6-3, 7-6(7-3)

### Dobles masculino
William Blumberg /  Steve Johnson vencieron a  Raven Klaasen /  Marcelo Melo por 6-4, 7-5